# Storage area network
Een storage area network is een specifieke IT-infrastructuur die het voor rekencentrumcomputers mogelijk maakt om gezamenlijk op blokniveau een of meerdere virtuele harde schijven te muteren.

## Historie
Vanaf 1985 werd het delen van computerbestanden over meerdere werkplekken door middel van een fileserver reeds veelvuldig toegepast. Hierbij ontstonden gaandeweg twee problemen. De capaciteitseisen overstegen dat wat de fileserver aan interne opslagcapaciteit kon huisvesten en anderzijds konden databases niet op basis van bestandsdeling aangeboden worden aan de Databaseservers, omdat bij databasemutaties een softwareroutine (de zogenaamde 'database-engine') rechtstreeks de sectoren van een harde schijf muteert. Om een database te muteren moet niet het computerbestand, maar de hardware matige aansturing van de harddisk zelf worden gedeeld. Een fileserver of NAS is voor dit doel ongeschikt. De industrie moest iets bedenken om niet het bestand maar het SCSI protocol te delen, dat gebruikt wordt tussen de harddisk-controller en de harddisk. Zodoende is de industrie begin 1990 op zoek gegaan naar een oplossing. Er moest een computernetwerk worden bedacht die toegang biedt tot geconsolideerde gegevensopslag op blokniveau. Dit initiatief leidde tot de ontwikkeling van het SAN en de introductie ervan in 1994.

## Techniek
Een SAN is opgebouwd uit de volgende onderdelen:
- De SAN-infrastructuur, bestaande uit glasvezel-kabels en switches.
- Host Bus Adapter (HBA): de Fibre Channel-interface in de servers, die door het besturingssysteem van de computer "gezien" wordt als interface voor een interne harde schijf.
- Storage controllers: de besturingseenheid tussen dataopslagmedia, SAN en LAN.
- disk enclosure: de diskkabinetten als behuizing voor de harde schijven, SSD's en/of tapestreamers
- harde schijven, SSD's en/of tapestreamers: de fysieke media voor dataopslag

## Voordelen
De voordelen die geboden worden door het SAN komen ten goede aan alle aangesloten servers, zoals o.a.: 
- fouttolerantie (zie RAID);
- de back-upvoorziening;
- efficiënter gebruik van beschikbare capaciteit;
- toepassen van wijzigingen en uitbreidingen tijdens normaal bedrijf;
- vermindering van hersteltijden en mate van dataverlies (zie: RPO en RTO)
- automatische uitwijk;
- calamiteitenherstel.

## Nadelen
- Duur in aanschaf en onderhoud.
- Complexe technologie

## SAN versus LAN

### Overeenkomsten
- Beide zijn IT-infrastructuur

### Verschillen
- Een SAN is doorgaans gebaseerd op glasvezel en een LAN op koper (UTP)
- Een SAN is ongeschikt voor LAN-datacommunicatieprotocollen (dit is gunstig vanuit veiligheidsperspectief).
- Een LAN kan naast de gebruikelijke datacommunicatieprotocollen ook het SAN datacommunicatieprotocol aan. (dit wordt zelden als permanente oplossing gebruikt, maar kan als tijdelijke oplossing en voor testdoeleinden soms handig zijn.)

## Metrocluster
Een metro cluster is een vorm van een High Availability (HA) cluster voor gegevensopslag die is ontworpen om te werken over een geografisch gedistribueerde infrastructuur. In tegenstelling tot traditionele HA-clusters, die zich meestal op één locatie bevinden, zijn metro clusters ontworpen om de bedrijfscontinuïteit te waarborgen in geval van een grote storing in een datacenter of een ander soortgelijk incident.
Metro clusters werken door twee of meer gescheiden datacenters met elkaar te verbinden met behulp van een hoge-snelheidsnetwerkverbinding, zoals glasvezel. In een metro cluster worden de gegevens in real-time gesynchroniseerd tussen de verschillende datacenters. Maar niet alleen de gegevens, ook wordt de transactierij uit het geheugen van de controllers gerepliceerd. Dit is nodig om lopende transacties (waarvan de data nog niet weggeschreven is naar disk) te kunnen voltooien, zodat er geen verzonden gegevens alsnog verloren gaan. Als er een storing optreedt in een van de datacenters, kan het andere datacenter de activiteit overnemen en ononderbroken doorgaan met het uitvoeren van bedrijfskritieke processen en het leveren van services.
Een van de belangrijkste voordelen van metro clusters is de mogelijkheid om uitgebreide bescherming te bieden tegen gegevensverlies en downtime. Metro clusters bieden niet alleen redundantie binnen elk datacenter, maar ook over de gehele geografische regio waarin ze actief zijn. Dit maakt het mogelijk om de impact van storingen te minimaliseren en ervoor te zorgen dat bedrijfskritieke applicaties en services altijd beschikbaar zijn.
Er zijn echter ook enkele nadelen verbonden aan metro clusters. De kosten voor het opzetten en onderhouden van een dergelijk cluster kunnen hoog zijn, vooral vanwege de benodigde netwerkverbindingen en redundante hardware die nodig is om de gegevens in real-time te synchroniseren. Bovendien kan het opzetten van een metro cluster een complex proces zijn, waarbij deskundige technische kennis vereist is.
In het algemeen is een metro cluster een goede keuze voor organisaties die een hoge beschikbaarheid van hun IT-infrastructuur vereisen, zelfs in het geval van grote storingen die het gehele datacenter of de gehele geografische regio treffen.
De afbeelding hieronder is een schematische weergave van een zogenaamd metrocluster. Bij een metrocluster wordt de SAN configuratie verdeeld over twee geografisch gescheiden datacenters. De belangrijkste eigenschap van een SAN-metrocluster is dat deze fouttolerant is voor elk willekeurig onderdeel dat defect raakt. Ook het wegvallen van een volledig datacenter wordt opgevangen.